# دکترین بگین

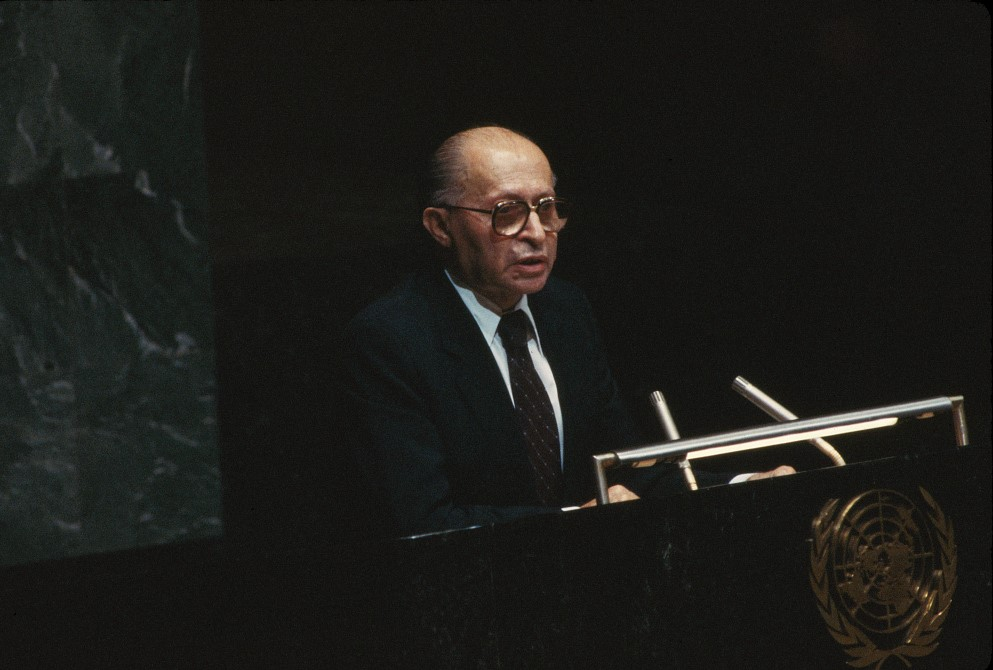
سخنرانی مناخم بگین در مجمع عمومی سازمان ملل متحد (۱۹۸۲)

دکترین بگین اصطلاح رایج برای سیاست حمله پیشگیرانه و ضد اشاعه دولت اسرائیل در رابطه با توانایی دشمنان بالقوه آنها در داشتن سلاح‌های کشتار جمعی، به ویژه سلاح‌های هسته‌ای است.
ریشه‌های این دکترین را می‌توان حداقل در عملیات داموکلس در سال ۱۹۶۲ ردیابی کرد. عملیات مخفی و دیپلماتیک علیه برنامه هسته‌ای عراق توسط دولت اسحاق رابین در اواسط دهه ۱۹۷۰ آغاز شد.
این دکترین توسط نخست‌وزیر اسرائیل، مناخم بگین، در ژوئن ۱۹۸۱، پس از حمله اسرائیل به رآکتور هسته‌ای اوسیراک عراق در عملیات اپرا، اعلام شد. این دکترین همچنان یکی از ویژگی‌های برنامه‌ریزی امنیتی اسرائیل است. بیانیه اولیه دولت در مورد این حادثه بیان کرد: «ما به هیچ وجه اجازه نخواهیم داد که دشمن سلاح‌های کشتار جمعی علیه مردم اسرائیل تولید کند. ما در زمان مناسب و با تمام ابزارهایی که در اختیار داریم، از شهروندان اسرائیل دفاع خواهیم کرد.»
دو روز پس از حمله، در یک کنفرانس مطبوعاتی چشمگیر در تل آویو، نخست‌وزیر بگین مسئولیت کامل این عملیات را بر عهده گرفت، اجرای آن را خارق‌العاده خواند و آن را هم از نظر اخلاقی و هم از نظر قانونی توجیه کرد. بگین از این حمله به عنوان عملی «دفاع از خود پیشگیرانه در بهترین حالت» یاد کرد. پیامی که بگین منتقل کرد این بود که حمله به اوسیراک یک عملیات یکباره نبود، بلکه یک تعهد ملی بلندمدت بود. او کنفرانس مطبوعاتی خود را با این کلمات به پایان رساند:
«ما این لحظه را انتخاب کردیم: اکنون، نه بعداً، زیرا بعداً ممکن است خیلی دیر باشد، شاید برای همیشه. و اگر ما بیکار می‌ایستادیم، دو، سه سال، حداکثر چهار سال، و صدام حسین سه، چهار، پنج بمب خود را تولید می‌کرد… آنگاه، این کشور و این مردم، پس از هولوکاست، از دست می‌رفتند. هولوکاست دیگری در تاریخ قوم یهود اتفاق می‌افتاد. دیگر هرگز، دیگر هرگز! به دوستانتان، به هر کسی که ملاقات می‌کنید، بگویید، ما با تمام ابزارهایی که در اختیار داریم از مردم خود دفاع خواهیم کرد. ما به هیچ دشمنی اجازه نخواهیم داد سلاح‌های کشتار جمعی را علیه ما به کار گیرد.»

در ۱۵ ژوئن، در یک مصاحبه تلویزیونی در برنامه «رو در رو با ملت»، بگین این نکته اعتقادی را تکرار کرد: «این حمله الگویی برای هر دولت آینده در اسرائیل خواهد بود… هر نخست‌وزیر آینده اسرائیل، در شرایط مشابه، به همین روش عمل خواهد کرد.»
پس از این حمله و اظهارات دولت اسرائیل، بسیاری از قدرت‌های خارجی با آن مخالفت کردند و شورای امنیت سازمان ملل متحد به اتفاق آرا قطعنامه ۴۸۷ شورای امنیت سازمان ملل متحد را در محکومیت این حملات تصویب کرد.

## عملیات خارج از چارچوب
دکترین بگین در سال ۲۰۰۷ در زمان نخست‌وزیری ایهود اولمرت با عملیات «خارج از چارچوب» علیه یک تأسیسات هسته‌ای سوریه دنبال شد. نکته قابل توجه در مورد حمله به سوریه، اتفاقی بود که پس از آن رخ داد، یعنی فقدان تقریباً کامل اظهارنظر یا انتقاد بین‌المللی از اقدام اسرائیل. این عدم واکنش کاملاً در تضاد با اعتراض بین‌المللی پس از حمله پیشگیرانه اسرائیل در سال ۱۹۸۱ علیه رآکتور عراق بود. دولت‌های خارجی ممکن است به دلیل کمبود اطلاعات پس از حمله، از اظهار نظر خودداری کرده باشند، اما دولت اسرائیل بلافاصله پس از حمله که هفت ماه به طول انجامید، عملاً سکوت خبری کامل را اعمال کرد. دولت ایالات متحده به مقاماتی که از حمله مطلع بودند دستور داد تا آن را محرمانه نگه دارند. سوریه در ابتدا در مورد این موضوع سکوت کرد و سپس متعاقباً انکار کرد که هدف بمباران شده یک تأسیسات هسته‌ای بوده است. سکوت بین‌المللی حتی پس از آنکه سیا در آوریل ۲۰۰۸ اطلاعات را علنی کرد، ادامه یافت.

## برنامه هسته‌ای ایران
این دکترین از سال ۲۰۰۹ در زمان نخست‌وزیری بنیامین نتانیاهو، در رابطه با ایران و توانایی هسته‌ای آن همچنان مورد استفاده قرار می‌گیرد. در این مدت، مسئله هسته‌ای ایران آشکارا به مسئله امنیتی شماره یک اسرائیل تبدیل شده است. نتانیاهو، به همراه وزرای کلیدی کابینه‌اش، مانند وزیر دفاع ایهود باراک و معاون نخست‌وزیر موشه یعلون، بارها از ایران هسته‌ای یا حتی ایران دارای توانایی هسته‌ای به عنوان یک تهدید غیرقابل قبول و وجودی برای اسرائیل یاد کرده‌اند. با توجه به اینکه تقریباً همه اسرائیلی‌ها موافقند که باید از دستیابی ایران به سلاح‌های هسته‌ای جلوگیری شود، بحث تلخی در مورد چگونگی دستیابی به این هدف در بین سیاست‌گذاران وجود دارد. در حالی که ایالات متحده و اروپا تحریم‌های اقتصادی را اعمال می‌کنند و راه‌حل‌های دیپلماتیک را دنبال می‌کنند، دولت اسرائیل عملیات پنهانی مانند ویروس‌های کامپیوتری، ترور دانشمندان کلیدی ایرانی و حملات هوایی را برای متوقف کردن برنامه هسته‌ای ایران انجام می‌دهد.
در ژوئن ۲۰۲۵، اسرائیل دکترین بگین را از طریق عملیات شیر خیزان، یک کمپین نظامی جامع که زیرساخت‌های هسته‌ای ایران را هدف قرار می‌داد، به کار گرفت. این عملیات که در ۱۳ ژوئن آغاز شد، شامل بیش از ۲۰۰ هواپیمای اسرائیلی بود که به تقریباً ۱۰۰ سایت در سراسر ایران، از جمله تأسیسات هسته‌ای کلیدی در نطنز، اصفهان و تهران، حمله هوایی انجام دادند. این حملات با هدف تضعیف قابل توجه قابلیت‌های هسته‌ای ایران انجام شد و طبق گزارش‌ها، این برنامه را چندین سال به عقب انداخت. مقامات عالی‌رتبه ایرانی، از جمله حسین سلامی، فرمانده سپاه پاسداران، و محمد باقری، رئیس ستاد کل نیروهای مسلح، در میان کشته‌شدگان این حملات بودند.
پیش از این عملیات، فعالیت‌های اطلاعاتی گسترده‌ای به رهبری موساد انجام شد که شامل نفوذ به ایران برای خرابکاری در سیستم‌های دفاع هوایی و ایجاد پایگاه‌های مخفی پهپاد در نزدیکی تهران بود. این تلاش‌ها با به خطر انداختن توانایی ایران برای پاسخ مؤثر، موفقیت حملات هوایی را تسهیل کرد.